# Eristalis arbustorum
Eristalis arbustorum là một loài ruồi sinh sống ở châu Âu trong họ Ruồi giả ong (Syrphidae). Loài này được Linnaeus mô tả khoa học đầu tiên năm 1758. Eristalis arbustorum phân bố ở vùng Cổ Bắc giới

## Hình ảnh

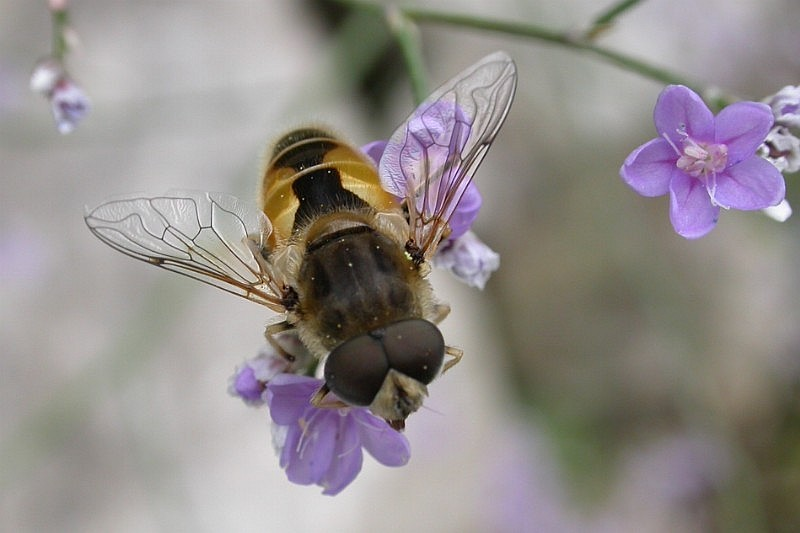
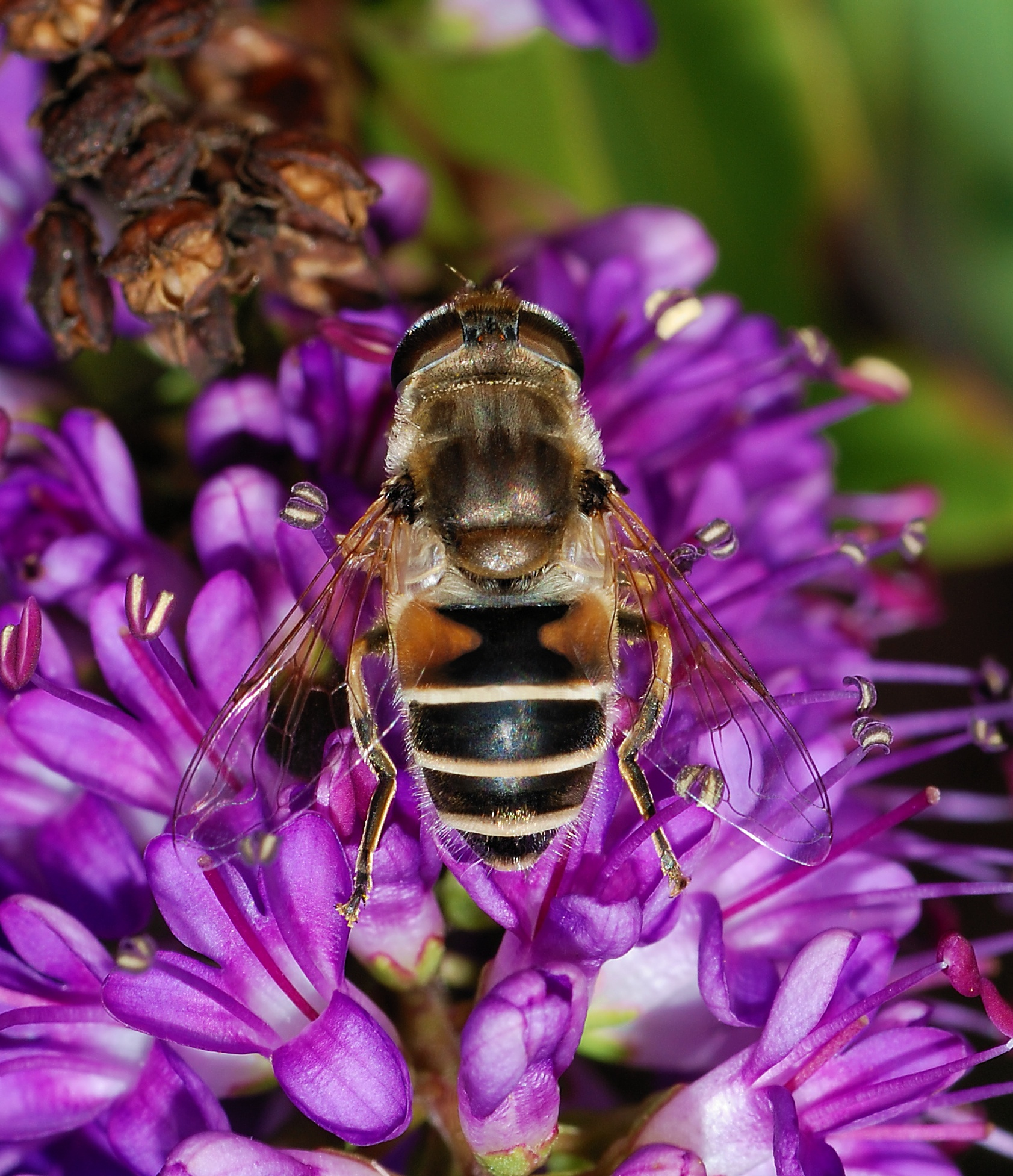
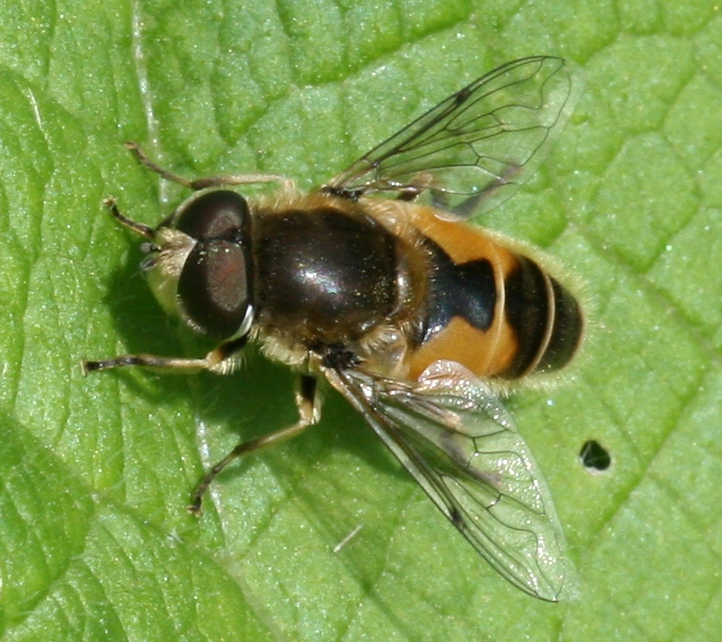
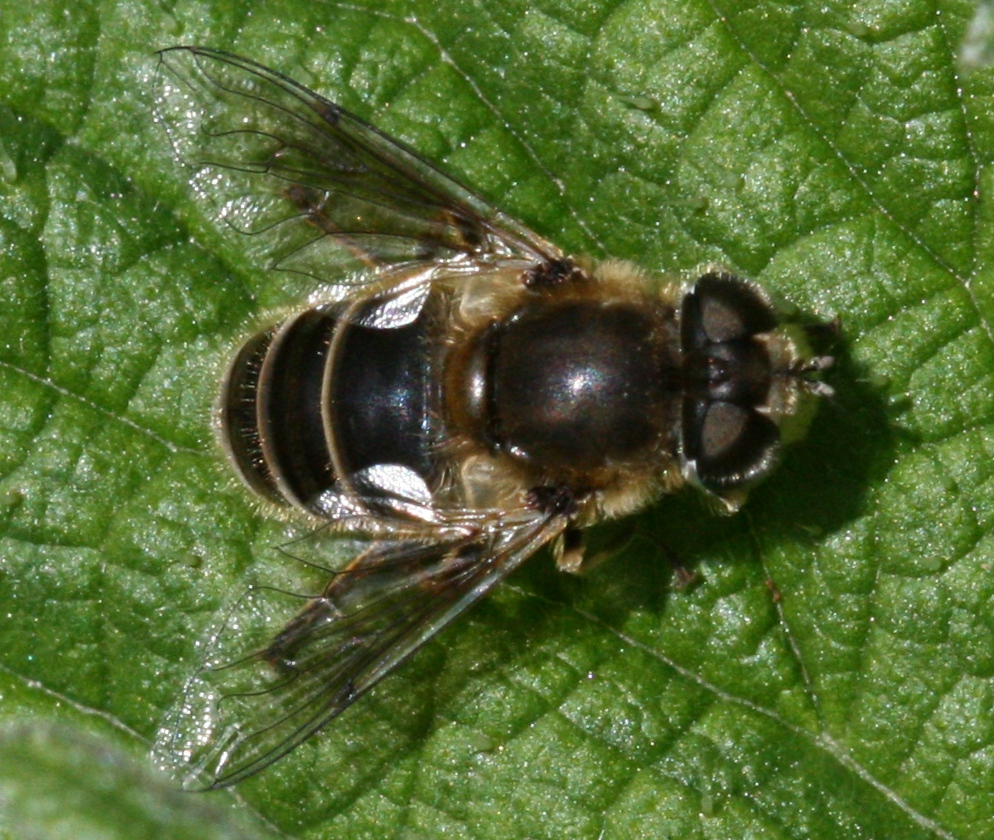
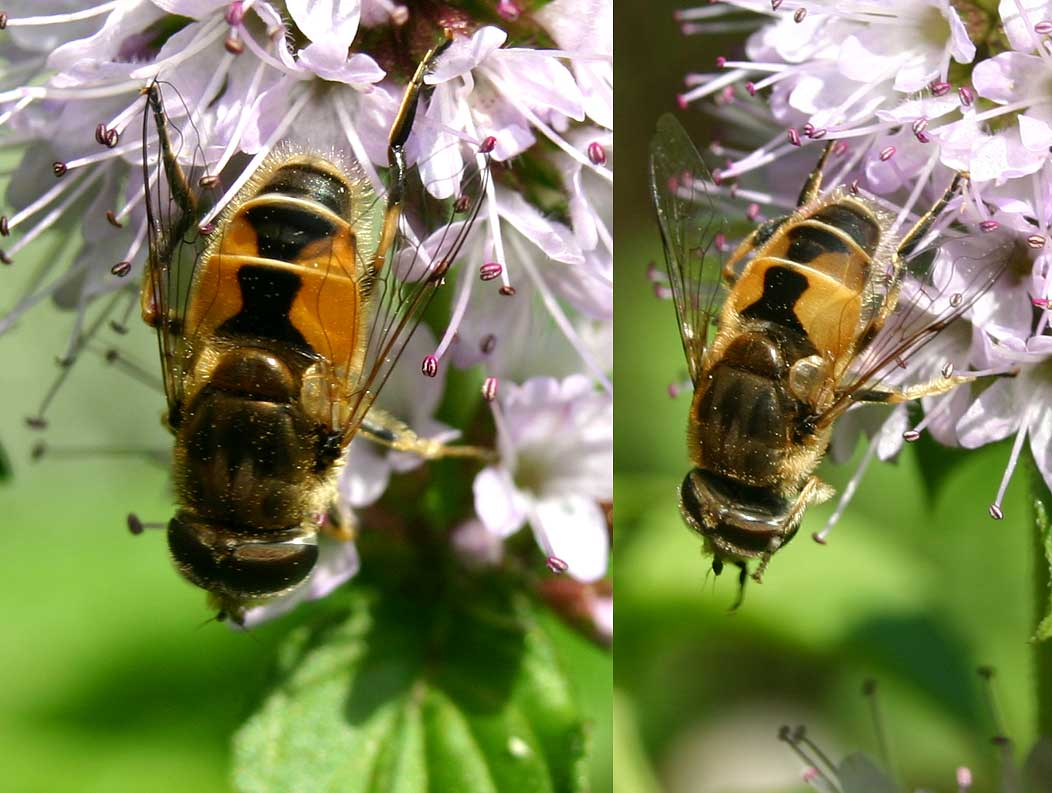
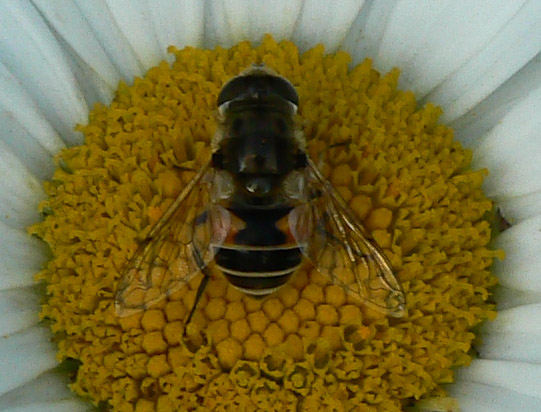